# Mato Castelhano
Mato Castelhano est une municipalité brésilienne située dans l'État du Rio Grande do Sul.

## Géographie
La forêt nationale de Passo Fundo s'étend sur le territoire de la municipalité.